# On the Waterfront
On the Waterfront (en Hispanoamérica, Nido de ratas; en España, La ley del silencio) es una película dramática estadounidense de 1954 dirigida por Elia Kazan y con guion escrito por Budd Schulberg. Está protagonizada por Marlon Brando, Karl Malden, Lee J. Cobb, Rod Steiger y Eva Marie Saint en su debut fílmico.
Con un guion inspirado en una serie de artículos publicados por el New York Sun durante noviembre y diciembre de 1948, la trama se centra en la violencia sindical y la corrupción entre los estibadores, al tiempo que detalla la corrupción generalizada, la extorsión y el crimen organizado en el frente marítimo de Hoboken, Nueva Jersey.
On the Waterfront estuvo nominada a doce premios Óscar y ganó ocho, incluyendo el de mejor película, mejor director para Kazan, mejor actor para Brando y mejor actriz de reparto para Saint.
Es considerada una de las mejores obras de Elia Kazan y ha sido incluida con frecuencia entre las mejores películas del cine estadounidense. En 1989, la película fue considerada «cultural, histórica y estéticamente significativa» por la Biblioteca del Congreso de Estados Unidos y seleccionada para su preservación en el National Film Registry.

## Trama

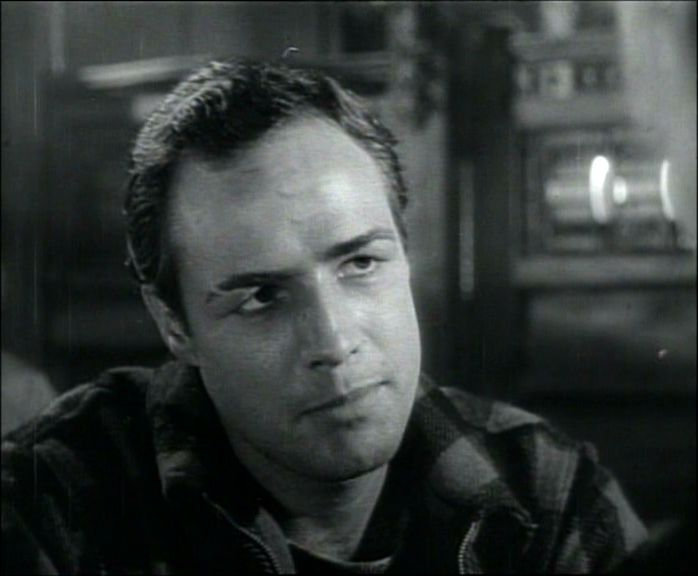
Presentación de Marlon Brando en el tráiler de la película.

La vida de los estibadores de los muelles neoyorquinos es controlada por un mafioso llamado Johnny Friendly (Lee J. Cobb). Terry Malloy (Marlon Brando) es un exboxeador que trabaja para él y ha sido testigo y autor indirecto de alguna de sus fechorías. Cuando conoce a Edie Doyle (Eva Marie Saint), hermana de una víctima de Friendly, se produce en él una profunda transformación moral que lo lleva a arrepentirse de su vida pasada. A través de Edie conoce al padre Barrie (Karl Malden), quien lo anima para que acuda a los tribunales y cuente todo lo que sabe.

## Reparto
- Marlon Brando: Terry Malloy
- Karl Malden: Padre Pete Barry
- Lee J. Cobb: Michael J. Skelly, alias "Johnny Friendly"
- Rod Steiger: Charley Malloy
- Eva Marie Saint: Edie Doyle

## Premios

### Premios Óscar
| Categoría                                  | Persona           | Resultado |
| ------------------------------------------ | ----------------- | --------- |
| Mejor película                             | Sam Spiegel       | Ganador   |
| Mejor director                             | Elia Kazan        | Ganador   |
| Mejor actor                                | Marlon Brando     | Ganador   |
| Mejor actor de reparto                     | Karl Malden       | Candidato |
| Mejor actor de reparto                     | Lee J. Cobb       | Candidato |
| Mejor actor de reparto                     | Rod Steiger       | Candidato |
| Mejor actriz de reparto                    | Eva Marie Saint   | Ganadora  |
| Mejor guion original                       | Budd Schulberg    | Ganador   |
| Mejor montaje                              | Gene Milford      | Ganador   |
| Mejor dirección artística - blanco y negro | Richard Day       | Ganador   |
| Mejor fotografía - blanco y negro          | Boris Kaufman     | Ganador   |
| Mejor banda sonora - Original              | Leonard Bernstein | Candidato |

### Reconocimientos
La película es reconocida por el American Film Institute en estas listas:
- 1998: AFI's 100 años... 100 películas – #8[5]
- 2003: AFI's 100 años... 100 héroes y villanos:[6]
  - Terry Malloy – Héroe #23
- 2005: AFI's 100 años... 100 frases:
  - "¡Tú no lo entiendes! Pude haber tenido clase. Pude haber sido un contendiente. Pude haber sido alguien, en vez de un vago, que es lo que soy. – #3[7]
- 2005: AFI's 100 años de bandas sonoras – #22[8]
- AFI's 100 años... 100 inspiraciones – #36[9]
- 2006: AFI's 100 años... 100 películas (edición 10.º aniversario) – #19[10]